# Жуан Соареш де Пайва
Жуан Соареш де Пайва (порт. João Soares de Paiva [ʒuɐ̃w su'aɾɨʃ də 'pai̯vɐ]);  около 1140 — дата смерти неизвестна) — португальский трубадур, автор самой ранней сохранившейся кантиги Ora faz host’o senhor de Navarra, на галисийско-португальском языке.

## Варианты написания имени
В примечании к кантиге в «Песеннике Национальной библиотеки» (CB 1330bis): Johan soarez de pauha.
В примечании «Песенника Ватикана» (Cancioneiro da Vaticana — CV 937): Ioham (и Johã) soarez de pauha.
Кроме этого в средневековых документах встречаются написания:
Johã Soares de Paiva,
Johan Soarez de Panha,
Joham Soares de Pavha,
Joan Soares de Pávha.
В Средние века фамилия Paiva имела следующие варианты написания: Pavia, Pávia, Pavha, Pauha, Panha, Paulia. Однако Каролина Михаэлиш де Вашконселуш обратила внимание на недопустимость распространившегося ошибочного написания Panha и Paulia. В Средние века Soarez и Soares на галисийско-португальском языке произносились как «Соарес».

## Происхождение и биография
Жуан Соареш де Пайва, сын дона Соейру Пайш, прозванного Мавром (D. Soeiro Pais, dito o Mouro), и донны Урраки Мендеш де Браганса (D. Urraca Mendes de Bragança), скрепивших брачный союз после битвы при Оурике (1139), в которой погиб первый муж донны Урраки, происходил из знатного рода, осевшего на берегах реки Пайва (южный приток Доуру).

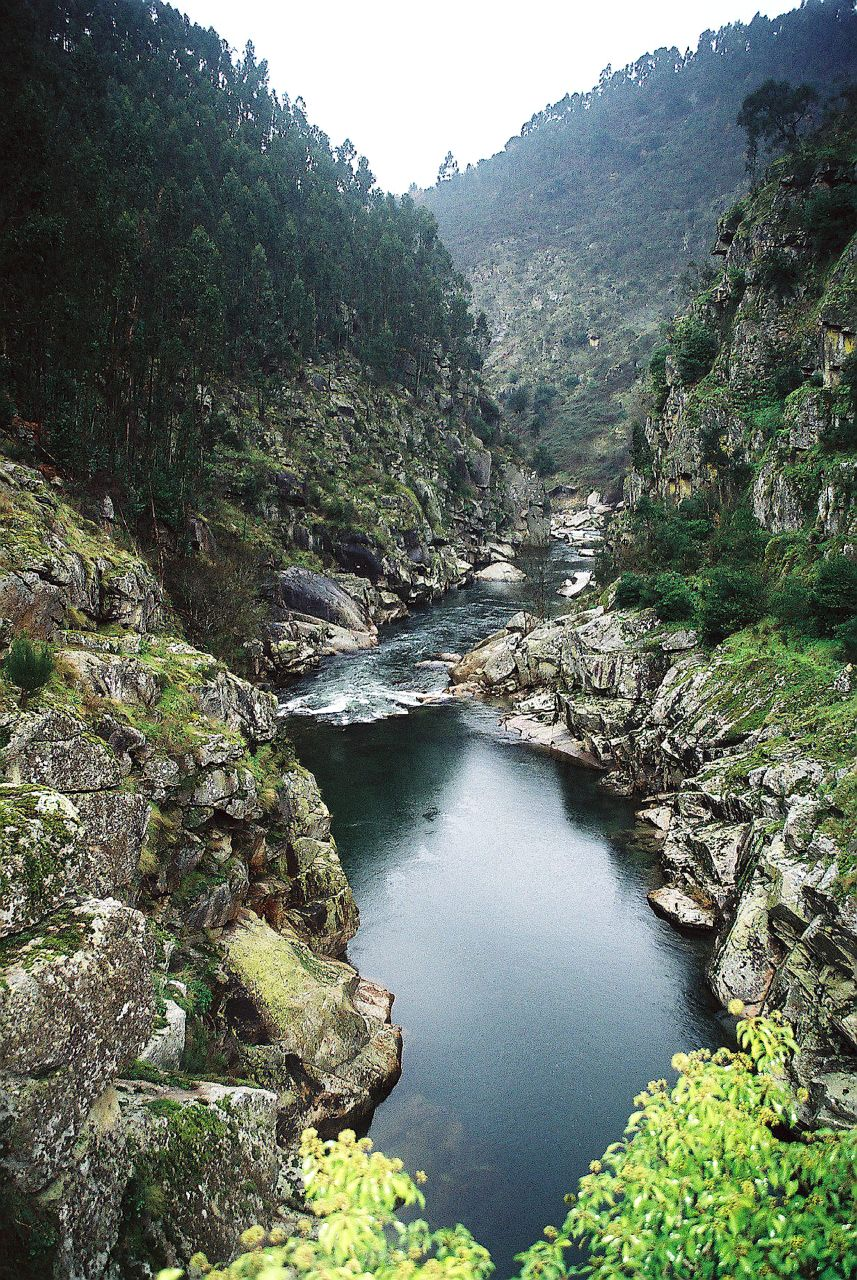
Река Пайва в окрестностях Алваренга

Фамилия Пайва являлась нисходящей ветвью знатнейшего португальского рода Байан (Baião). Сохранился документ, дарственная монастырю Пасу де Соуза (Paço de Sousa, основан семейством Байан в Пасу-де-Соза) 1170 года, свидетельствующий об окончательном или, по крайней мере, весьма продолжительном отъезде де Пайва из Португалии. Причины, по которым Жуан Соареш покинул страну, неизвестны. Жозе Матозу (José Mattoso) предполагает, что мотивом изгнания трубадура послужило поражение Афонсу Энрикеша при неудачной осаде Бадахоса в 1169 году во время его междоусобицы с королём Леона и Галисии Фердинандом II, положившее конец военной карьере первого португальского короля. Эту гипотезу подтверждает Соуту Кабу (José António Souto Cabo), подчёркивая тесные родственные связи Жуана Соареша де Пайва с сеньорами из Лиона по материнской линии. Наиболее показательным примером может быть его дядя по матери Менду Мендеш де Браганса (Mendo Mendes de Bragança), значащийся в документах как знаменосец (alferes) Фердинанда II Лионского уже с 1152 года.
Трубадур владел землями на границе королевств Наварры, Арагона и Кастилии. Из-за отсутствия документов достоверно неизвестно как долго Жуан Соареш де Пайва пробыл в изгнании, и вернулся ли он в Португалию вместе с другими знатными трубадурами.
Соуту Кабу обращает внимание на то, что во Второй Родословной Книге (Segundo Livro de Linhagens или Livro do Deão, составлена ок. 1340 года) трубадур обозначен как «брат Жуан Соарес» (João Soares, o Freire), что может указывать на его связь с одним из военно-монашеских орденов.
Ввиду того, что Жуан Соареш де Пайва в тексте своей сохранившейся песни восхваляет короля Арагона (senhor de Monçon), который передал Монсон тамплиерам в 1143 году, Соуту Кабу считает принадлежность автора к ордену храмовников вполне вероятной.
Показательна очевидная связь текста кантиги с песней о крестовом походе трувера Конона Бетюнского. Не исключено, что Жуан Соареш де Пайва принимал участие в Третьем крестовом походе.

## КантигаOra faz host’o senhor de Navarra
Согласно «Каталогу Колоччи» (Índice de Colocci) 6 кантиг о любви Жуана Соареша де Пайва входили в «Песенник Национальной библиотеки», однако листы с их рукописями были утеряны.
До наших дней дошла единственная кантига насмешки и злословия Ora faz host’o senhor de Navarra (CB 1330bis, CV 937) португальского трубадура. Другие песни не сохранились.
Принято считать, что эта кантига является одной из самых ранних песен на галисийско-португальском языке, которые сохранились в средневековых сборниках. По крайней мере, это самая ранняя кантига, которая может быть датирована благодаря описанным историческим событиям: вооружённым столкновениям короля Наварры Санчо VII Сильного (правил в 1194—1234 годах) с королями Арагона и Кастилии после поражения при Аларкосе в 1195 году.

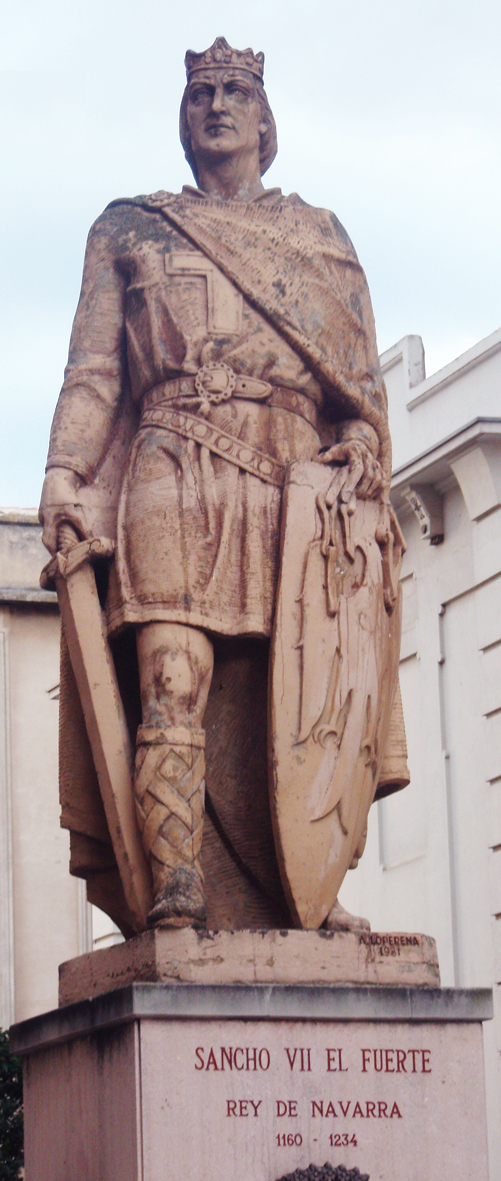
Статуя Санчо VII в его резиденции г. Тудела

Принимая во внимание конкретный исторический контекст, можно сделать вывод, что кантига была написана в последние годы XII века, возможно около 1196 года. Согласно исследованиям медиевистов Карлоса Алвара (Carlos Alvar) и Висенте Белтрана Пепио (Vicente Beltrán Pepió) самая поздняя датировка песни может относиться к 1220 году.
Средневековые песенники на галисийско-португальском языке строились по разделам согласно трём основным жанрам светских кантиг. В 1904 году в фундаментальном критическом издании Песенника Ажуда Каролина Михаёлиш де Вашконселуш предполагала, что эта кантига может гипотетически считаться самой ранней из сохранившихся, поскольку в Песеннике Ватикана с неё начинается новый раздел песен насмешки и злословия. В рукописи Песенника Ватикана CV 937 предшествует рубрика: «Здесь начинаются кантиги насмешки и злословия» (Aqui se começom as cantigas d´escarnh´e de maldizer). Точная датировка песни затрудняется тем, что в её тексте не указано имя короля Арагона, которым мог быть Альфонсо II Целомудренный или Педро II Католик.
Как бы то ни было, Жуан Соареш де Пайва является первым известным автором галисийско-португальской кантиги, имя которого дошло до наших дней. До второй половины XX века наиболее ранним сохранившимся сочинением галисийско-португальских трубадуров считалась Cantiga da Ribeiriña (No mundo nom me sei parelha, Песенник Ажуда — CA 38), написанная галисийским трубадуром Пайо Соаресом де Тавейрос не ранее 1198 года. Сочинения других трубадуров начального периода галисийско-португальской поэзии (конец XII — начало XIII века) не сохранились.
В этой сатирической кантиге, направленной против Санчо VII, описывается кратковременный набег короля Наварры на земли соседнего королевства. Враг трусливо отправился грабить чужие владения под покровом ночи, воспользовавшись отсутствием короля Арагона.
Для Жуана Соареша де Пайва, сеньора некоторых владений в районе границы между двумя королевствами, такое вторжение и грабёж носило предательский характер, поскольку наваррское войско опустошило также и земли автора кантиги. В тексте упоминаются резиденция Санчо VII Тудела и находящийся в 20 км от неё арагонский город Тарасона, где нападавшие «дерзнули поставить стенобитное орудие (boçom)».
Цель португальского трубадура была достигнута — в кантиге насмешки и злословия герой реконкисты Санчо VII Сильный предстаёт в нелицеприятном виде.
По мнению Каролины Михаёлиш де Вашконселуш кантига Ora faz host’o senhor de Navarra, заставляет вспомнить сирвенты Бертрана де Борна. Песня относится к поджанру «мештриа» (cantiga de mestria), то есть в ней отсутствует рефрен.